# The RED Engine
The RED Engine is de zonneauto van Solar Team Twente waarmee het team heeft meegedaan aan de World Solar Challenge 2013, die op 6 oktober 2013 van start ging. De World Solar Challenge is een tweejaarlijkse race voor zonnewagens die dwars door Australië gaat. Solar Team Twente 2013 behaalde de derde plaats.
The RED Engine heeft vier voorgangers: de Solutra die negende werd in 2005, de Twente One die zesde werd in de World Solar Challenge 2007, de 21Revolution die achtste werd in de World Solar Challenge 2009 en de 21Connect die vijfde werd in 2011. 
<afbeelding>

## Specificaties
| Afmetingen             | Lengte: 4.500 mm Breedte: 1.700 mm |
| Massa                  | Zonnewagen (excl. coureur): 139 kg Accupack: 21 kg Coureurs: 80 kg (Elke coureur wordt aangevuld tot 80 kg)                                                                      |
| Aantal wielen          | 2 (2 voor, 2 achter) |
| Banden                 | Speciaal voor zonneracen ontwikkelde profielbanden in samenwerking met Michelin. Deze zijn geschikt om tot hoge druk (5 bar) op te pompen en hebben minder kans om lek te gaan.  |
| Zonnepaneel            | 6m^2 kristallijn silicium zonnecellen |
| Topsnelheid            | 145 km/h |
| Accu                   | 21 kg Lithium-Ion cellen |
| Aerodynamica           | Luchtweerstand gelijk aan de luchtweerstand van een A4'tje |
| Materialen             | Composieten: Hoogwaardig carbonvezel, ruim 1,5 keer zo sterk en een keer zo licht als gangbare carbonvezels Aluminium: 7075-T6, hetzelfde type als wordt gebruikt in vliegtuigen |
| Bevestigingsmaterialen | Titanium boutjes, om gewicht te reduceren |
| Ribstructuur           | Vangt alle krachten op en beschermt de coureur, totale gewicht minder dan een kinderfietsje                                                                                      |
| Stuursysteem           | Uiterst licht push-pull kabelsysteem |
| Motor                  | Geïntegreerd in de achtervelgen, met een rendement van 98% |
| Voorwielophanging      | Double-wishbone, grotendeels gemaakt van carbonvezel |
| Achterwielophanging    | Dubbel opgehangen trailingarm, grotendeels gemaakt van carbonvezel |
| Telemetrie             | WiFi-verbinding tussen The RED Engine en de volgauto |
| Elektronica            | Titanium connectoren, welke ook gebruikt worden in Formule 1, verbinden het elektrisch systeem. In het elektronicasysteem wordt gebruikgemaakt van 3D-geprinte behuizingen.      |
| Verlichting            | LED-verlichting geïntegreerd in de body, met een zeer laag verbruik. |
| Verbruik               | Vergelijkbaar met een stofzuiger |